# مايكل يونغ
مايكل يونغ (بالإنجليزية: Michael W. Young)‏ هو عالم جينات أمريكي ولد في يوم 28 مارس 1949 في مدينة ميامي في الولايات المتحدة، حاز في سنة 2017 على جائزة نوبل في الطب أو علم وظائف الأعضاء مع كل من جيفري هال ومايكل روسباش نتيجة اكتشافهم لعمل الساعة البيولوجية في جسم الإنسان. يونغ إنتقل مع عائلته في سن صغيرة إلى دالاس في تكساس وأكمل دراسته هناك بعد أن نال شهادته من جامعة تكساس.
قدم مختبره في جامعة روكفلر مساهمات كبيرة في مجال علم الأحياء الزمني من خلال تحديد الجينات الرئيسية المرتبطة بتنظيم الساعة الداخلية المسؤولة عن التواتر اليومي. كان قادرًا على توضيح وظيفة جين بيريود، وهو ضروري للذبابة لعرض دورات النوم الطبيعية. يُنسب إلى مختبر يونغ أيضًا اكتشاف جينات تايمليس ودوبل تايم، التي تصنع البروتينات الضرورية أيضًا للتواتر اليومي. حصل على جائزة نوبل لعام 2017 في علم وظائف الأعضاء أو الطب إلى جانب جيفري سي. هال ومايكل روسباش «لاكتشافاتهم عن الآليات الجزيئية المتحكمة في التواتر اليومي».

## الحياة

### النشأة
ولد مايكل دبليو. يونغ في ميامي، فلوريدا، في 28 مارس 1949. عمل والده في شركة أولين ماثيسون الكيماوية لإدارة مبيعات سبائك الألمنيوم لجنوب شرق الولايات المتحدة. عملت والدته كسكرتيرة في شركة محاماة. على الرغم من عدم وجود تاريخ في العلوم أو الطب في أي من خلفياتهما، لكن والدي يونغ دعما اهتمامه بالعلوم ووفرا وسائل الاستكشاف العلمي كالمجاهر والتلسكوبات. عاشوا في بيئة قريبة من حدائق الحيوان الخاصة، هربت أحيانًا بعض الحيوانات إلى فنائهم الخلفي والتي أثارت اهتمام يونغ العلمي.
نشأ مايكل يونغ في ميامي وما حولها. انتقلت عائلته بعد ذلك إلى القرب من دالاس في تكساس، حيث تخرج من مدرسة إل. دي. بيل الثانوية. أهداه والداه أحد كتب داروين عن التطور والألغاز البيولوجية في بداية سن المراهقة. شاهد يونغ قبل سنوات نباتًا غريبًا ينتج أزهارًا تُغلق نهارًا وتتفتح ليلًا ووصف الكتاب أن السبب يعود للساعات البيولوجية. أثار موقع هذه الساعات وتكوينها غير المعروف اهتمام مايكل يونغ في سن مبكرة.

### الحياة العائلية
أثناء عمله كطالب دراسات عليا في جامعة تكساس في أوستن، قابل مايكل يونغ زوجته المستقبلية لوريل إيكهارت. انتقلا في وقتٍ لاحقٍ إلى جامعة ستانفورد، إذ عمل مايكل كزميل لما بعد الدكتوراه وتابعت لوريل شهادة الدكتوراه مع لين هيرزنبيرغ. وهي اليوم أستاذة علم الأحياء في كلية هانتر. ما يزال مايكل ولوريل يعملان بالقرب من بعضهما البعض. لديهما ابنتان: ناتالي وأريسا.

## السيرة المهنية الأكاديمية
حصل يونغ على شهادة البكالوريوس في علم الأحياء من جامعة تكساس في أوستن عام 1971. بقي يونغ في الجامعة الأمريكية لاستكمال الدكتوراه في علم الوراثة في عام 1975، بعد صيف من البحث مع بيرك جود حول جينوم ذبابة الفاكهة. أصبح يونغ مسحورًا بالأبحاث التي تركز على ذبابة الفاكهة، خلال فترة وجوده هناك.
واصل مايكل يونغ دراساته من خلال تدريب بعد الدكتوراه في كلية الطب بجامعة ستانفورد مع الاهتمام بعلم الوراثة الجزيئية والتركيز بشكل خاص على العناصر القابلة للنقل. عمل في مختبر ديف هوجنيس وأصبح معروفًا بتقنيات الحمض النووي معاد التراكيب. التحق بعد عامين بجامعة روكفلر كأستاذ مساعد. شارك في الجامعة من عام 1978، وعمل أستاذًا مساعدًا في عام 1984 وعُين لاحقًا أستاذًا عام 1988. في عام 2004 عُين يونغ نائبًا لرئيس الشؤون الأكاديمية وحصل أيضًا على كرسي ريتشارد وجان فيشر.

## السيرة المهنية العلمية

### اكتشاف بّي إي آر
بحث يونغ وأعضاء مختبره، تيد بارغيلو وروب جاكسون، في جين بيريود في ذبابة الفاكهة في جامعة روكفلر في أوائل الثمانينيات من القرن العشرين. ركبوا قطعًا من الحمض النووي معاد التركيب، وضخموها في البكتيريا، وحقنوها في كل حيوانٍ فيه طفرة. استخدِم مراقب السلوك الحركي لفحص النشاط السلوكي. شاهد الفريق وسجل نشاط الذبابة خلال النهار والليل لإظهار أن الذبابة استعادت التواتر اليومي عن طريق النقل الوظيفي لكل جين. وبعد ذلك، من خلال تحديد تسلسل الجين على كروموسوم إكس، وجدوا أن طفرة عدم انتظام النبض أنتجت بروتينًا وظيفيًا، في حين غيّرت طفرات بيريود الطويلة والقصيرة تسلسل الحمض الأميني للبروتين الوظيفي.

### اكتشاف تايمليس
بعد اكتشاف جين بيريود، بحث مختبر يونغ عن جينات إضافية للتواتر اليومي. في أواخر الثمانينيات من القرن الماضي، ساعد أميتا سيغال وجيف برايس وبرنيس مان يونغ على استخدام علم الوراثة المتقدم لفحص الطفرات الإضافية التي غيرت تواتر الذبابة. سمي الجين الجديد الموجود على الكروموسوم 2 بتايمليس (تي آي إم) واستنسخوه وفكوا شيفرته بنجاح. وجدوا صلات وظيفية قوية بين تي آي إم وبّي إي آر. تتداخل طفرات تايمليس مع كل دورة رنا مرسال. اكتشفت ليزلي فوشال عام 1994، وهي طالبة دراسات عليا في مختبر يونغ، أنه إذا حُفظت بروتينات بّي إي آر من الانكسار، فإنها تتراكم دون وجود تي إي إم، لكنها لا تستطيع الانتقال إلى النواة. وجد يونغ وآخرون في وقتٍ لاحقٍ أن بروتينات تي إي إم لم تتراكم في النوى في كل الطفرات. استنتجوا أن بّي إي آر وتي إي إم يعملان معًا. رأى عضو مختبر آخر، لينو سايز، أن بّي إي آر وتي إي إم يرتبطان ببعضهما البعض لتحقيق الاستقرار لبعضهما والسماح بتراكمهما في النوى. كشفت الدراسات اللاحقة التي أجرتها مختبرات يونغ وسيغال وإيدري أن الضوء يسبب الانكسار السريع لتي آي إم ويعيد ضبط مرحلة التواتر اليومي.

### فسفرة دوبل تايم
اكتشف جيف برايس من مختبر يونغ عام 1998 كينازًا أطلق عليه دوبل تايم (الكازين كيناز 1) والذي يفسفر بّي إي آر على رواسب سيرين محددة.  تشير هذه العلامة إلى الانكسار. عندما يكون بّي إي آر وتي إي إم مرتبطين، لا يقدر دوبل تايم على فسفرة بّي إي آر، ما يسمح له بالتراكم. سرعان ما تبع اكتشاف يونغ لطفرات دوبل تايم عام 2001 اكتشاف نوع من متلازمة مرحلة النوم المتأخرة عائليًا، المرتبطة بتعدد أشكال جين بّي إي آر2 البشري الذي يزيل عادةً فسفرة السيرين بواسطة كازين كيناز 1. تنجم أشكال أخرى من المتلازمة عن الطفرات التي تُغير جين الكازين كيناز 1. تُغير طفرات دوبل تايم في ذبابة الفاكهة الفسفرة وتَكسر بروتين بّي إي آر. هذا يؤثر على الانتظام في فترة الكائن الحي. رُسخ اكتشاف دوبل تايم باعتباره جزءًا ضروريًا من الساعة اليومية.

## المناصب والجوائز
- 1978: زمالة مؤسسة أندريه وبيلا ماير.
- 2006: جائزة آشوف/ بيتندريغ من جمعية أبحاث التواتر البيولوجي.
- 2007: زميل الأكاديمية الأمريكية لعلم الأحياء الدقيقة.
- 2009: جائزة غروبر في العلوم العصبية (مع مايكل روسباش وجيفري سي. هال).
- 2011: جائزة لويزا غروس هورويتز (مع مايكل روسباش وجيفري سي. هال).
- 2012: جائزة ماسري (مع مايكل روسباش وجيفري سي. هال).
- 2012: جائزة كندا غيردنر الدولية (مع مايكل روسباش وجيفري سي. هال).
- 2013: جائزة شو في علوم الحياة والطب (مع مايكل روسباش وجيفري سي. هال).
- 2013: جائزة وايلي في العلوم الطبية الحيوية (مع مايكل روسباش وجيفري سي. هال).[15]
- 2017: جائزة نوبل في علم وظائف الأعضاء أو الطب (مع مايكل روسباش وجيفري سي. هال).[16]
- 2018: عضو في الجمعية الأمريكية للفلسفة.[17]

## روابط خارجية
- مايكل يونغ على موقع الموسوعة البريطانية (الإنجليزية)
- مايكل يونغ على موقع مونزينجر (الألمانية)